# Trochalus fuscipes
Trochalus fuscipes är en skalbaggsart som beskrevs av Moser 1917. Trochalus fuscipes ingår i släktet Trochalus och familjen Melolonthidae. Inga underarter finns listade i Catalogue of Life.